# Dhuy
 (novembre 2020).
Si vous disposez d'ouvrages ou d'articles de référence ou si vous connaissez des sites web de qualité traitant du thème abordé ici, merci de compléter l'article en donnant les références utiles à sa vérifiabilité et en les liant à la section « Notes et références ».
Pour les articles homonymes, voir Dhuy (homonymie).
Dhuy (en wallon Du) est une section de la commune belge d'Éghezée située en Région wallonne dans la province de Namur.
C'était une commune à part entière avant la fusion des communes de 1977 et aujourd'hui Dhuy est constitué d'un village et d'un hameau : Les Boscailles.

## Toponymie
Le nom apparaît pour la première fois en 1067 (Duis qui devient Duiz en 1198). Duis signifie « eau des fées », expression désignant autrefois le ruisseau, affluent de la Mehaigne, qui traverse le village.

## Géographie

### Le village

#### Dhuy

##### Gentilés
Les habitants de Dhuy sont appelés les Dhuytois(e) ou Dhutois(e).
En dialecte wallon local, on les nomme les Dûtis.

#### Les Boscailles
Le hameau des Boscailles fait partie du village de Dhuy.
En ancien français (1251), les boscailles étaient des petits taillis (les boschailles).
Référence : Dictionnaire de l’Ancien français jusqu’au milieu du XIVe siècle par Greimas (Librairie Larousse, 1980).

##### Gentilés
Les habitants des Boscailles s’appellent les Boscailliens et les Boscailliennes, mais vous entendrez surtout[style à revoir] Boscayis (en dialecte wallon local).

## Évolution démographique
- Source: DGS, 1831 à 1970=recensements population, 1976= habitants au 31 décembre

## Histoire
Une rivalité a longtemps perduré entre "Dûtis" et "Boscayis". Le hameau des Boscailles est une section un peu laissée pour compte vis-vis du centre de Dhuy, sous influence du Château Bayard.

## Liste des bourgmestres de 1830 à 1977
- Florimond de Namur d'Elzée, de 1861 à 1890, (Parti Catholique).

## Patrimoine et culture

### Patrimoine architectural
- Église Saint-Remi. Construite en 1763 en style classique[1].
- Château de Dhuy appelé Château Bayard, propriété des de Bergeyck, descendants du dernier Vicomte de Namur.
- Tumulus aux Six Frères.

#### Eglise de l'Immaculée Conception de Boscailles
Église de l’Immaculée Conception (bénie le 2 octobre 1891). Il s'agit d'un édifice néo-gothique à trois nefs, construit par la marquise de Saint-Mauris-Châtenois, en mémoire de son époux Florimond de Namur, Vicomte d’Elzée et de Dhuy, décédé en 1890. L'église fut installée en qualité de chapelle annexe de l'église de Dhuy. Louis-Modeste Husquin, entrepreneur du village, en réalisa les plans et sa construction lui fut confiée. En 1901, la chapelle devint église indépendante. Le Conseil de Fabrique est propriétaire, de l'église et du presbytère des Boscailles.

### Culture

#### Festivités locales
- Kermesse le premier week-end d'octobre.
- Grand feu traditionnel.

## Économie
L'agriculture a toujours été la principale activité du village de Dhuy. Au Moyen Âge, on y cultivait le lin. On recense un nombre important de petites exploitations, mais il existe également de grandes propriétés : les fermes du Moulin, de Laitre, du Grand Sart et de la Fontaine.
Parmi les autres activités, Dhuy comptait trois moulins, un moulin à battre le chanvre et deux moulins à farine (le premier à eau et le second à vent). Il y avait également une petite brasserie et divers petits commerces. S'ajoutaient à ces entreprises, des ateliers de charronnerie, de menuiserie, de tonnellerie, de saboterie, de maréchalerie, de briqueterie, de rouissage du lin et de confection de vêtements, une scierie mécanique et une société de construction.

## Sports et vie associative

### Sports

#### Balle pelote
Outre sa fonction de centre de village ou de parking campagnard, la place des Boscailles est aussi un ballodrome, terrain trapézoïdal où se pratique la balle pelote. Il s'agit d'un des derniers tamis dont les luttes se passent sur la voie publique. Lors des livrées et autres chasses, les véhicules attendent à la corde le signal des pelotaris pour pouvoir circuler sans écraser un membre de la phalange.